# Klosterbach (Wildbach)
Der Klosterbach ist ein Nebenfluss des Wildbaches in der mittleren Koralpe in der Weststeiermark in Österreich.
Er entspringt im Filzmoos in der mittleren Koralpe auf der Hebalm (Freiländer Alm) und fließt zunächst nach Osten, dann südöstlich bis zur Mündung in den Wildbach, die bei dessen Flusskilometer 4 liegt. Es handelt sich um einen Wildbach mit starkem Gefälle.
Der Klosterbach liegt vollständig in der Katastralgemeinde Klosterwinkel der Gemeinde Kloster.
Nach der Josephinischen Landesaufnahme 1787 folgte seinem Oberlauf einer der alten Wege von Deutschlandsberg und Stainz auf die Hebalm und weiter nach Kärnten.

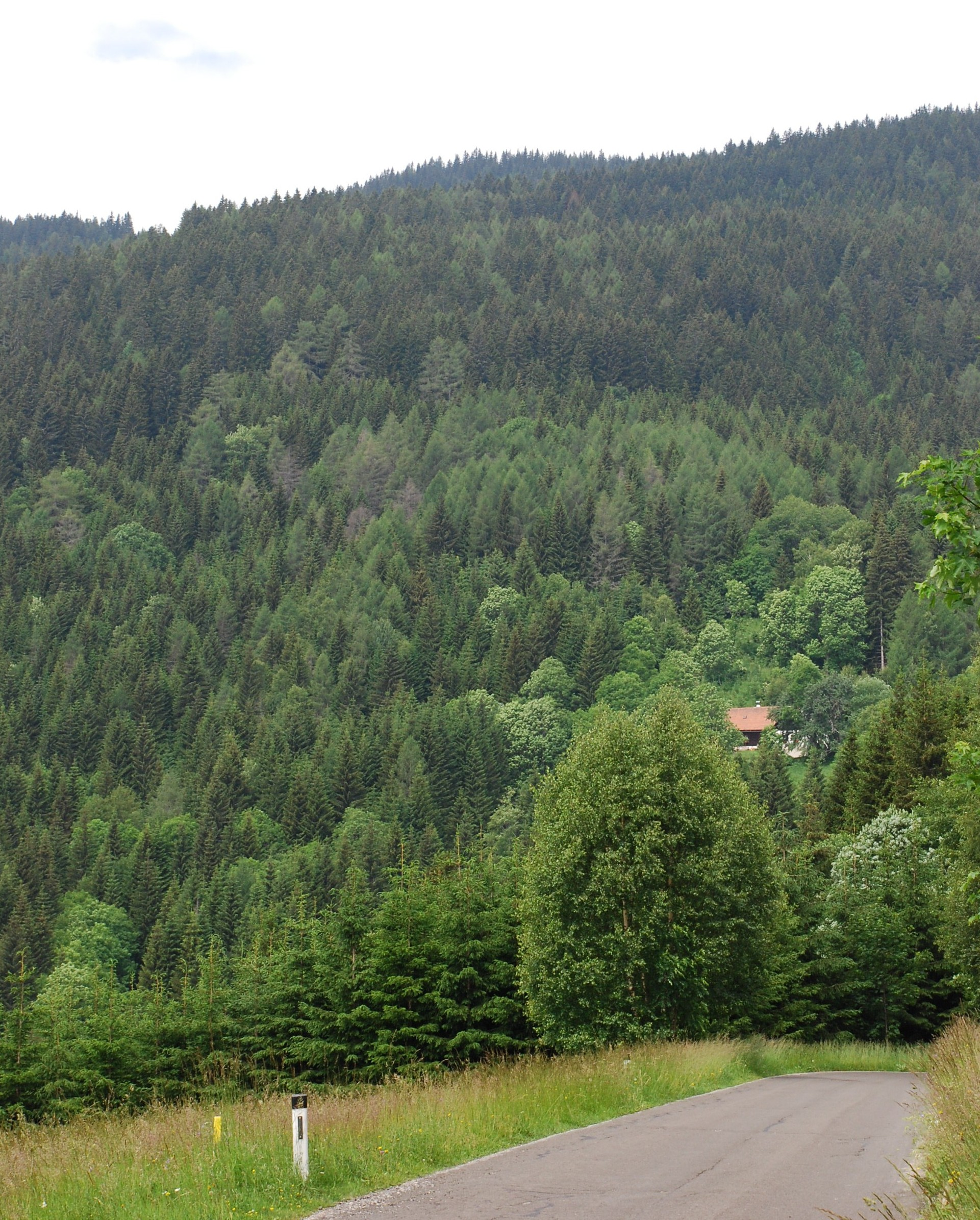
vlg. Gratzen in Klosterwinkel am Hang des Schwarzkogels

Nördlich des Baches liegt der Sterzriegel.

## Örtliche Bedeutung und Geschichte
Mit einem südlich liegenden, etwa gleich starken unbenannten Nebenbach bildet der Klosterbach die Grenzen des kleinen Bergrückens, auf dem sich der Bauernhof vlg. Gratzen befindet.
Der Klosterbach wurde in der Vergangenheit manchmal als der eigentliche Hauptfluss des oberen Wildbachtales, als Oberlauf des Wildbaches, betrachtet. Mit ein Anlass kann die Lage des Klosterbaches an einer örtlich bedeutsamen Stelle (siehe Gratzen) im Vergleich zum oberen Lauf des Wildbaches in spärlicher bewohntem Gebiet gewesen sein.
Der Klosterbach kann im Sprachgebrauch und in älteren Unterlagen daher als Wildbach benannt sein. Als Klosterbach wurde aber auch der westliche Quellfluss des Wildbaches bezeichnet.
Eine Untersuchung über die Geschiebeverhältnisse der Laßnitz behandelt auch die Zusammensetzung der Gerölle im Klosterbach.

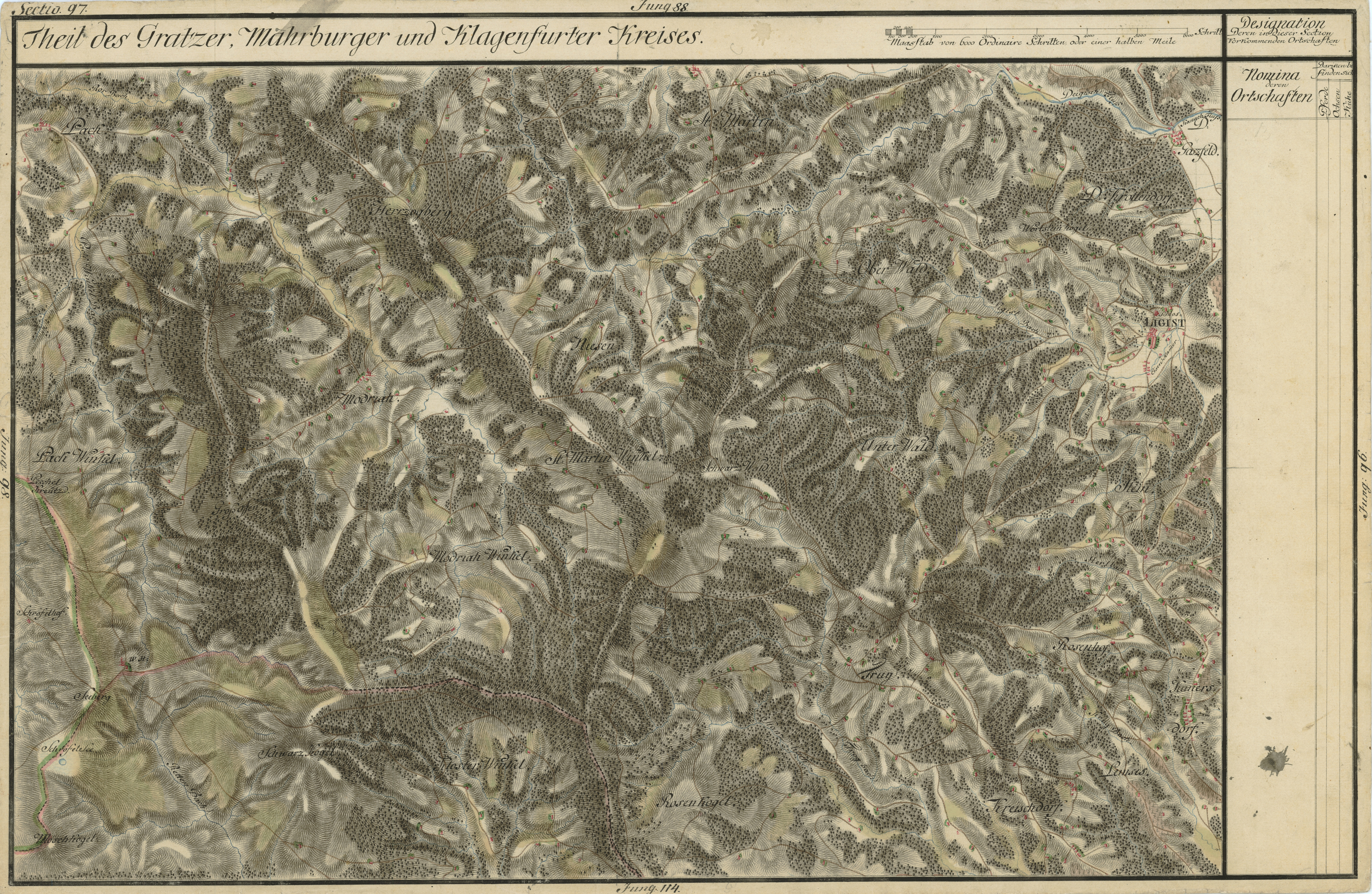
Die Täler von Klosterbach und Wildbach in Klosterwinkel in der josephinischen Landesaufnahme um 1790 (links unten)

## Flora und Fauna
Der Klosterbach liegt nahezu vollständig in Waldgebiet (hauptsächlich Fichten, seltener Ahorne, Eschen und Birken). Einzelne Grünflächen seines Einzugsgebietes dienen der Grünlandwirtschaft und als Viehweide.

## Wasserqualität
Die Wassergüte liegt bei Güteklasse I (unbelastet, praktisch Trinkwasserqualität).
Die Wasserhärte ist gering (Bereich 1–2 - weiches Wasser).

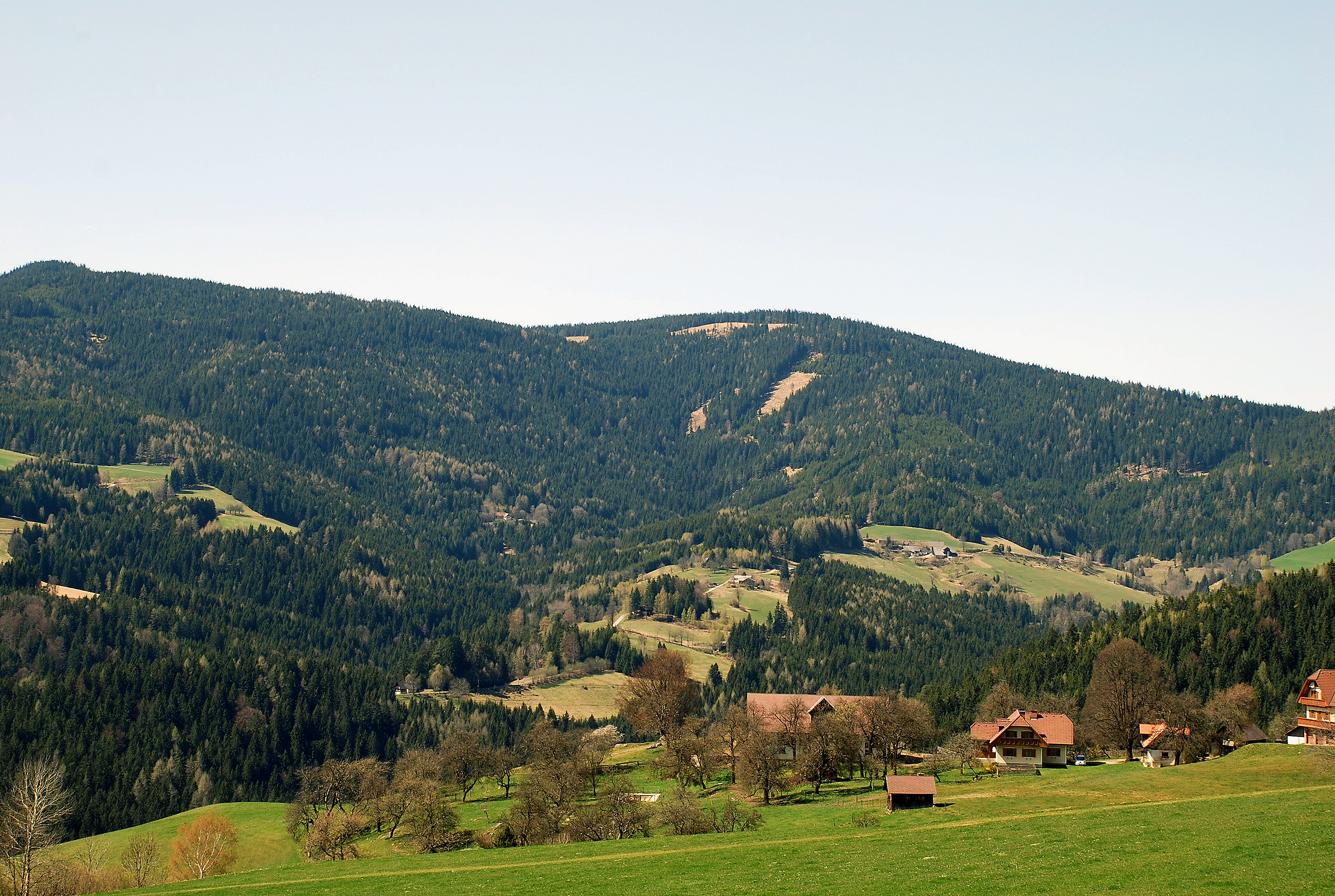
Zentrum: Einzugsgebiet des Klosterbaches, rechts davon der Sterzriegel, am Horizont li. Schwarzkogel, re. Münzerkogel